# انجراف
إن الانجراف هو التعرية الفجائية للتربة الرخوة أو الأسطح الداعمة الأخرى نتيجة اندفاع الماء, ويحدث هذا دائمًا أثناء انهمار المطر (الفيضان المفاجئ) بغزارة شديدة جدًا أو فيضان الجداول المائية الأخرى. وقد يحدث انهمار الأمطار الغزيرة هذا محليًا في عاصفة رعدية أو عبر مساحات شاسعة، مثلما يحدث بعدما يبلغ الإعصار استوائي اليابسة. وإذا حدث الانجراف في منطقة تشبه تكوين الحفرة، فإن ذلك يطلق عليه حفرة غائرة, وينطوي ذلك دائمًا على حدوث تسريب أو كسر أنابيب المياه الرئيسية أو أنابيب شبكة المجاري. ومن أنواع الحفر الغائرة الأخرى نذكر الكهوف المنهارة فهي ليست انجرافات.
قد تحدث الانجرافات واسعة النطاق في المناطق الجبلية عقب الأمطار الغزيرة، حتى في الوديان الجافة طبيعيًا. ويمكن أن يتحول الانجراف الحاد ليصبح انهيارًا, أو قد يتسبب في انهيار سد من السدود الترابية. ومثل أشكال التعرية الأخرى، يمكن الحد من الانجرافات من خلال الغطاء النباتي حيث أن جذور النباتات تثبت التربة و/أو تعوق انهيار السطح وتدفق الماء الجوفي.و نجد أيضا جدران الاحتجاز والبربخ التي تستخدم في محاولة الحد من الانجرافات،و ذلك على الرغم من حدتها و خطورتها التي يمكنها تدمير تلك الجدران والبرابخ إذا لم تكن كبيرة أو قوية بما يكفي لمقاومة شدتها.

## أثر الانجراف على الطرق والسكة الحديدية

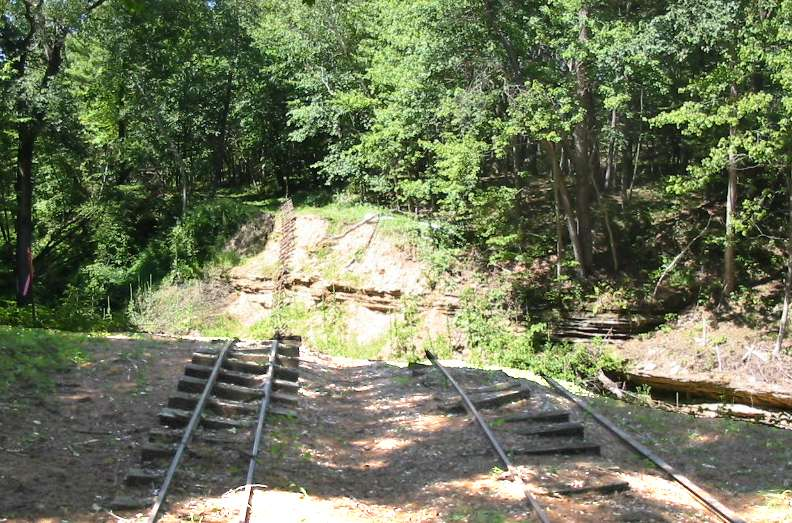
انجراف حدث في السكك الحديدية في ويسكنسن ديلز، ويسكنسن, يوم 11 من يونيه 2004.

في الطرق البرية والسكة الحديدية, قد يكون الانجراف نتيجة كارثة طبيعية حيث تتعرى قاعدة الطريق نتيجة تدفق الماء الناتج غالبًا عن حدوث فيضان. فعندما يدمر الانجراف السكك الحديدية, فإن خط السكة الحديد يظل أحيانًا معلقًا في الهواء فوق الفجوة المتكونة حديثًا أو قد ينزلق داخل خندق. وسنناقش هذه الظاهرة بمزيد من التفاصيل في المصطلح تعرية. وقد تنهار الجسور نتيجة صقل الجسر حول واحدة أو أكثر من دعامات أو ركائز الجسر.
في عام 2004, تسببت بقايا إعصار فرانسيس ثم إعصار إيفان في حدوث عدد كبير من الانجرافات في غرب كارولاينا الشمالية وأجزاء أخرى من جنوب جبال الأبالاش, مما أدى إلى غلق بعض الطرق لعدة أيام وأجزاء أخرى من طريق بلو ريدج الرئيسي لعدة أشهر. ولقد تسبب انجرافات أخرى أيضًا في حوادث قطارات حيث تدمرت خطوط السكة الحديد ولم يعلم بها أحد. قائدو المركبات أيضًا قد يسلكون الطريق عبر الجداول المنغمرة بالماء ليلاً ولا يعلمون بوجود انجرافات جديدة على الطريق أمامهم ويكون استخدام المكبح متأخرًا جدًا, وفي بعض الأحيان يستدعي الأمر استخدام قوارب الإنقاذ.
يمكن أيضًا أن تدمر الانجرافات الهائلة أنابيب النقل أو أعمدة دعم الأسلاك الكهربائية أو الخطوط تحت الأرض، مما يعيق المرافق العامة.